# Véria
Véria är en kommun i departementet Jura i regionen Bourgogne-Franche-Comté i östra Frankrike. Kommunen ligger i kantonen Saint-Amour som tillhör arrondissementet Lons-le-Saunier. År 2022 hade Véria 112 invånare.

## Befolkningsutveckling
Antalet invånare i kommunen Véria
Referens:INSEE